# Syedra nigrotibialis
Syedra nigrotibialis là một loài nhện trong họ Linyphiidae.
Loài này thuộc chi Syedra. Syedra nigrotibialis được Eugène Simon miêu tả năm 1884.